# Авианосцы типа «Куин Элизабет» (CVA-01)
Авианосцы типа «Куин Элизабет» (англ. Queen Elizabeth Class , CVA-01) — проект английского тяжёлого ударного авианосца середины 1960-х годов. Прекращён в феврале 1966 года до начала строительства головного корабля. Все английские авианосцы, построенные с тех пор, относятся к классу лёгких авианосцев (авианосцы типа «Инвинсибл»). В настоящее время (июль 2010 года) в постройке находится одноимённый авианосец с похожими характеристиками, что позволяет говорить о возвращении ВМС Великобритании к строительству больших авианосцев.
CVA-01 должен был стать самым крупным боевым кораблём, построенным в Великобритании. Однако правительство лейбористов, пришедшее к власти под лозунгами сокращения военных расходов, аннулировала этот проект, как и многие другие оборонные проекты.

## Предыстория
В начале 1960-х годов Великобритания была второй авианосной державой мира после США. В составе ВМС Великобритании находились 5 эскадренных авианосцев, на которые базировались несколько типов реактивных самолётов. Тем не менее, английский авианосный флот не успевал за временем. Быстрый рост размеров и веса палубных самолётов привёл к тому, что два лёгких авианосца (модернизированный 27 000-тонный «Центавр» и новый 27 800-тонный «Гермес») не имели сбалансированной авиагруппы.  Первый не мог нести новые штурмовики «Буканир», на втором с трудом умещалось 7 этих штурмовиков. Один из трёх больших авианосцев («Викториэс», 35 500 т), прошедший в 1959 году дорогостоящую модернизацию стоимостью 30 млн. £, был немногим больше «Гермеса» и сталкивался с теми же проблемами. «Арк Ройял» (49 950 т), построенный в 1955 году за  21.5 млн. £, не мог считаться современным авианосцем, так как не имел угловой палубы, был оснащён архаичной зеркальной системой посадки и катапультами устаревшего типа. Только «Игл» (50 500 т), который в 1964 году закончил реконструкцию стоимостью 31 млн. £, соответствовал требованиям времени, хотя и был построен в годы Второй мировой войны.
В это время в английском флоте велись дискуссии о том, стоит ли тратить деньги на модернизацию старых авианосцев вместо строительства новых. В итоге ассигнования на модернизацию были сокращены. Так, была прекращена планировавшаяся модернизация  авианосца «Формидэбл» по типу «Викториэс». Полная модернизация «Центавра» по типу «Гермеса» также не была профинансирована. Однотипный «Бульварк» вместо модернизации  по типу «Гермеса» был в 1959 году перестроен в десантный вертолётоносец (LPH). «Арк Ройял» не был доведён до стандарта «Игл», модернизированного в 1959—1964 годах.
Несмотря не экономию средств на модернизацию, денег на новые авианосцы хронически не хватало. 8 июля 1953 года был прекращены работы по созданию нового авианосца (известного как авианосец проекта 1952 года) стоимостью 26 млн. £. Авианосец с полным водоизмещением 53 000 т, длиной 265 м (248 м по ватерлинии), шириной 45 м и авиагруппой 55 самолётов имел угловую посадочную палубу и две надстройки. Работы были прекращены на  поздних стадиях проектирования, когда были уже размещены заказы на двигатели.
Штаб ВМФ склонялся к постройке небольших авианосцев водоизмещением 20 000—24 000 т, которые могли нести 24—28 истребителей, включая самолёты с вертикальным взлётом и посадкой, и служить в качестве истребительного прикрытия конвоев. В документе «Будущее флота» ("The Future of Navy", ADM205/102) от 2 марта 1954 года планировалось к 1965 году иметь в строю 2 таких авианосца и ещё 2 – в постройке.
(Продолжение следует)

## История
В мае 1962 года Коллегией Адмиралтейства были рассмотрены 5 эскизных проектов с водоизмещением от 50 000 до 58 000 т. Именно на этом этапе впервые появилось обозначение CVA-01. Лучшим был признан проект авианосца водоизмещением 53 000 т, длиной 283 м с авиагруппой из 35 самолётов и 5 вертолётов.
Альтернативный проект более дешёвого 40 000-тонного авианосца с 24 самолётами и 5 вертолётами стоимостью 43 млн фунтов лоббировался Первым лордом Адмиралтейства Каррингтоном, однако был отвергнут Коллегией, так как более тяжёлый авианосец нёс на 50 % больше самолётов, будучи всего на 10 % дороже. Каррингтон, который через 8 лет стал министром обороны, не забыл этого инцидента.
В начале 1963 года проект большого авианосца подвергся критике со стороны ВВС. Ожесточённые дискуссии велись вокруг вопроса, насколько оправдана высокая стоимость авианосцев и нужны ли вообще авианосцы английскому флоту. В результате были проведены дополнительные исследования вопроса. Директор по планированию ВМФ капитан 1 ранга Эдвард Эшмор (Captain Edward Ashmore) и его коллеги в Штабе ВМФ лоббировали идею небольшого 20 000-тонного авианосца (Offshore Support Ship, корабль поддержки морских операций), который бы смягчил отрицательную позицию Казначейства и мог быть построен в необходимом количестве. Другие проекты в качестве альтернативы большому авианосцу (ракетные крейсера, сверхмалые 15 000-тонные авианосцы) были отвергнуты после краткого обсуждения.
На этом этапе обсуждения большая часть Штаба ВМФ во главе с начальником, первым морским лордом, адмиралом флота морским лётчиком Джоном Каспаром Джоном ратовала за большие авианосцы, мотивируя это тем, что они могут нести высокоэффективные современные самолёты и обеспечить ВМС реальную возможность применения силы на заокенаских территориях, хотя даже Каспар сомневался, не является ли CVA-01 слишком сложным и дорогим. Серьёзную поддержку в продвижении CVA-01 оказал Начальник штаба вооружённых сил адмирал флота Маунтбаттен.
Весной 1963 года Министерство обороны уменьшило предполагаемое число новых авианосцев с 4 до 2. В конце концов казначейство утвердило финансирование только одного авианосца, справедливо полагая, что 55—60 млн фунтов, запрашиваемые флотом (почти вдвое больше, чем модернизация авианосца «Игл»), со временем превратятся в 100 млн фунтов.
Новый авианосец должен был к 1972 году заменить «Викториэс» и «Арк Ройял», а «Гермес» и «Игл» должны пройти модернизацию и прослужить до конца 1970-х годов, когда им на замену, как предполагалось, будут построены два новых авианосца. Таким образом, планы модернизации «Арк Ройял» до стандарта «Игл» были оставлены, поскольку были серьёзные сомнения, что его техническое состояние позволит ему после модернизации прослужить до середины 1970-х годов. Несмотря на то, что «Арк Ройял» был относительно новым авианосцем (вступил в строй в 1955 году), начало его строительства относилось к 1943 году, при его постройке широко использовались материалы и оборудование 20-летней давности, а производитель (Cammell Laird) в условиях войны не смог обеспечить должные стандарты качества.
17 июля 1963 года Коллегия Адмиралтейства формально одобрила эскизный проект CVA-01 и оценку стоимости 58 млн.фунтов. 30 июля 1963 года министр обороны Питер Торникрофт (Peter Thorneycroft) уведомил парламент об устном решении правительства построить авианосец стоимостью 56 млн фунтов, и начале работ в этом направлении. Проектные работы в этот момент действительно велись, однако тормозились недостатком опытных проектировщиков.
К несчастью, министр обороны сообщил парламенту, что на новом авианосце будут размещены те же новые истребители, что и в военно-воздушных силах. Таким образом, проектировщики были поставлены перед необходимостью обеспечить базирование на новом авианосце СВВП P.1154 и самолётов с горизонтальным взлётом и посадкой, таких как «Буканир» и «Ганнет». Это привело к тому, что по сравнение с эскизным проектом 53 длина корабля выросла на 6 метров, а ширина — на 3, с соответствующим увеличением водоизмещения, трудностями с финансированием и проблемой отсутствия доков для строительства больших кораблей. Более того, в октябре 1964 года, когда к власти пришло лейбористское правительство, проводившее политику сокращения военных расходов, планы строительства авианосца вновь подверглись критике со стороны ВВС, которые продвигали собственные программы закупки новых самолётов — TSR.2, а в перспективе — F-111.
Казначейство и правительство сочло увеличение водоизмещения недопустимым и потребовало ограничиться заявленной цифрой 53 000 тонн. В результате проектировщики, не желая уменьшать размеры корабля и боевые возможности самолётов, были вынуждены пойти на значительное сокращение веса в ущерб надёжности и безопасности.
Среди других изменений можно назвать отказ от одного из двух радаров типа 988, поскольку не удалось решить проблему их взаимного влияния на расстоянии менее 3.5 миль. Был сокращён персонал палубной команды, скорость снизилась до 27—28 узлов, уменьшена надводная и подводная конструктивная защита, для снижения веса изменены некоторые конструктивные элементы, принят новый тип элеваторов с откидывающейся платформой.
В окончательном варианте полное водоизмещение корабля достигло 54 500 т. Однако, несмотря на политическое давление и жёсткие технические ограничения, получился вполне сбалансированный и боеспособный корабль.

## Вооружение
Проекты авианосца начала 1960-х годов предусматривали установку ЗРК «Тартар» американского производства. Впоследствии они были заменены английскими системами GWS.30 Sea Dart. Первоначально предполагалось установить два ЗРК на корме по обоим бортам, затем – один ЗРК в середине кормовой части. Высказывались сомнения, сможет ли это обеспечить безопасность корабля, поскольку построенные в то же время американские авианосцы «Джон Кеннеди» и «Америка» были вооружены ЗРК «Терьер/Тартар».
На спонсоне перед кормовым элеватором было решено установить ПЛУР «Икара», однако в 1964 в результате дебатов от противолодочного оружия было решено отказаться. Освободившееся пространство, где раньше размещался арсенал, было перепроектировано в офисы.
В начале 1964 года было предложено оснастить корабль установками «Си Кэт» (1 x GWS.22 и 3 x GWS.20), однако это предложение было отвергнуто и не нашло отражения ни в проекте, ни в официальном иллюстративном материале.
Решение вооружить авианосец тяжёлым и дорогим зональным ЗРК «Си Дарт» считалось спорным, поскольку ПВО корабля обеспечивалось собственными истребителями авианосца и специально спроектированным кораблём сопровождения (эсминцем типа 82), вооружённым аналогичным ЗРК. «Си Кэт».был бы более дешёвой и практичной альтернативой.
В дальнейшем ЗРК «Си Дарт» был установлен на авианосцах типа «Инвинсибл», где такое решение было более оправданным, так как на авианосце базировались  самолёты вертикального взлёта, обладавшие худшими боевыми возможностями

## Палуба
В первоначальных разработках отклонение угловой палубы составляло 7º, однако в начале 1963 года этот угол был уменьшен сначала до 4, а затем до 3,5º. Посадочная дорожка оказалась практически параллельна оси корабля, однако смещена влево, на свес полётной палубы. Фактически, это была новая концепция организации палубного пространства: появились две параллельные дорожки (взлётная и посадочная) со стояночной и рулёжной зонами между ними.
Преимущества такой конфигурации полётной палубы заключались в следующем:
- В условиях плохой видимости основным ориентиром лётчика при посадке является кильватерная струя, расположенная строго по оси корабля. При большой скорости полёта современных реактивных самолётов часто бывает трудно быстро развернуться на угол 7º над неожиданно появившейся в поле зрения палубой;
- Посадочная дорожка, расположенная под большим углом, делит палубу на две части, причём небольшое треугольное пространство слева и в корму от дорожки остаётся практически неиспользуемым.

Недостатком такого размещения посадочной дорожки являются большие вертикальные перемещения палубы по сравнения с угловой дорожкой, начало которой находится строго на оси корабля.
Большая надстройка (60 х 5.4 м в плане) with athwartship access tunnels  располагалась в 10,2 м от правого края палубы, обеспечивая пространство для движения самолётов, которое на морском жаргоне называлось «аляскинское шоссе» (Alaskan Highway). По этой дорожке самолёты двигались от элеватора №1 прямо к стартовой позиции носовой катапульты, тогда как по дорожке слева от надстройки – к точкам заправки и перевооружения или к элеватору №2, расположенному спереди от надстройки слегка правее осевой линии. Таким образом, передние элеваторы свободно функционировали, не мешая посадочным операциям. Здесь же находилось пространство для проверки и прогрева двигателей самолётов. Эти особенности организации палубы позволяли авианосцу одновременно осуществлять взлётные и посадочные операции.
Элеватор № 1 размером 21,6 х 9,6 м и грузоподъёмностью 18 т находился в центре палубы и позволял перемещать самолёты между палубой и ангаром при любых погодных условиях.  Элеватор бортового типа №2 аналогичного размера и грузоподъёмности располагался сзади от надстройки.
Размер ангара составлял 198,1 х 24,3 м. Размер полётной палубы – 269,4 х 58,2 м.
В целом полётная палуба оказалась всего на 5% больше, чем у авианосца «Игл» и на 15% меньше, чем позволял корпус. Значительное место в ущерб палубе занимал ЗРК «Си Дарт» на кормовом спонсоне и катер (для спасения лётчиков упавших в воду самолётов) с подъёмным краном на спонсоне сзади от кормового элеватора. Спорным также считается решение разместить традиционно большую для английских авианосцев надстройку на значительном расстоянии от правого борта.
В дальнейшем разработка английского авианосца CVF и американского CVN-21 показали важность большой площади палубы, от которой напрямую зависит интенсивность самолёто-вылетов и боевая эффективность. С точки зрения сегодняшнего опыта, полная длина полётной палубы с угловой посадочной дорожкой и маленькая надстройка вплотную к правому борту были бы лучшим решением.

## Аэрофинишёр
Посадка самолётов осуществлялась с помощью нового аэрофинишёра DAX II спринклерного типа, разработанного компанией MacTaggart Scott. Аэрофинишёр позволял гасить большую кинетическую энергию, чем существовавшие ранее устройства. Уникальной особенностью нового аэрофинишёра был одинаковый тормозной путь для всех самолётов независимо от массы и скорости. Новый аэрофинишёр был втрое легче применявшегося в то время стандартного аэрофинишёра Mk.13. Одиночный DAX II в 1966 году был в экспериментальных целях установлен на авианосце «Игл». В полном объёме он появился на авианосце «Арк Ройял» во время его реконструкции в 1967—1970 годах.

## Катапульты
Запуск самолётов осуществлялся двумя паровыми катапультами BS-6 фирмы Brown Brothers & Co. длиной 76 м с газоотбойниками, охлаждаемыми забортной водой. Одна располагалась в передней части полётной палубы с правого борта, а вторая – левее посадочной площадки. Катапульты были способны разгонять самолёты  весом 32 т до скорости 185 км/ч. «Буканир» или «Фантом» весом 27 т разгонялись до 220 км/ч, а лёгкие самолёты – до 270 км/ч. К этим цифрам необходимо прибавить ещё по крайней мере 60 км/ч за счёт движения авианосца на полной скорости против ветра. При продолжительности цикла катапульты 1 минута, авианосец был способен поднимать в воздух 2 самолёта в минуту.
Катапульта была разработана на основе более ранней 60-метровой катапульты BS-5A (23 т до скорости 195 км/ч), установленной на «Арк Ройял» во время реконструкции 1967—1970 годов. Там же были установлены газоотбойники, разработанные для CVA-01 и один тормозной механизм аэрофинишёра.

## Двигательная установка
В первоначальном проекте для экономии веса и по экономическим соображениям была применена двухвальная конструкция вместо обычной для больших кораблей четырёхвальной. В окончательном варианте была принята компромиссная трёхвальная конструкция. В качестве альтернативы котлотурбинной двигательной установке рассматривалась атомная, однако она увеличивала стоимость строительства на 70%, что с учётом бюджетных ограничений было неприемлемо.
Мощность двигателей составляла 135 000 л.с., что ограничивало скорость 28 узлами. Для уменьшения массы двигательной установки были применены бойлеры с давлением пара 70 атм при температуре 540ºС.

## Боевой информационный центр
Боевой информационный центр (Action Information Organisation, AIO или Operations Room) располагался внутри корпуса и был соединён с мостиком специальным лифтом. Поскольку масса брони по мере проектирования постоянно уменьшалась, в окончательном варианте это была одна из немногих бронированных комнат.

## Авиагруппа
В 1959 году, к моменту начала проектирования CVA-01, основным палубным истребителем ВМС Великобритании был дозвуковой De Havilland (с 1960 года — Hawker Siddeley)  Sea Vixen, тогда как новый Blackburn (с 1960 года — тоже Hawker Siddeley) Buccaneer был призван заменить Supermarine Scimitar в качестве стандартного штурмовика. Существовали планы заменить оба эти самолёта на универсальный истребитель-штурмовик с вертикальным взлётом и посадкой. В качестве платформы ДРЛО  использовался Fairey (позднее Westland) Gannet AEW.3. Основным противолодочным вертолётом был новый Westland Whirlwind HAS.5/7, хотя существовали планы заменить его вертолётом Westland Wessex HAS.1 с более высоким боевым потенциалом.
В окончательном варианте CVA-01 должен был нести сбалансированную группу из 36 самолётов «Фантом» и «Буканир» (не менее 12 каждого типа), звено из 4 самолётов ДРЛО (первоначально Gannet AEW.3), эскадрилью противолодочных вертолётов из 4 Sea King HAS.1, транспортный самолёт Gannet COD.4 и несколько поисково-спасательных вертолётов Wessex HAS.1.

## Состав серии
| Корабль           | Номер | Планируемый срок вступления в строй | Верфь               | Примечания                           |
| ----------------- | ----- | ----------------------------------- | ------------------- | ------------------------------------ |
| Queen Elizabeth   | —     | 1973                                | J. Brown, Clydebank | Проект прекращён в феврале 1966 года |
| Duke of Edinburgh | —     |                                     |                     |                                      |